# ایلهان معماراوغلو
ایلهان کمال‌الدین معماراوغلو (ترکی استانبولی: İlhan Kemaleddin Mimaroğlu؛ ‏ ۱۱ مارس ۱۹۲۶ – ۱۷ ژوئیهٔ ۲۰۱۲) آهنگساز و موسیقی‌دان اهل ترکیه بود.
وی فرزند معمار کمال‌الدین معمار و آرشیتکت نامدار ترکیه بود که تصویرش بر روی سکه و اسکناس ۲۰ لیره ترکیه دیده می‌شود. وی در سال ۱۹۴۵ از دبیرستان گالاتاسرای فارغ‌التحصیل و به «دانشکدهٔ حقوق آنکارا» پیوست. سپس به آمریکا رفت و در رشتهٔ آهنگسازی در دانشگاه کلمبیا تحصیل نمود. او از شاگردان ولادیمیر اوساچفسکی بود و گاهی با ادگار وارز و اشتفان ولپه همکاری داشت.
از فیلم‌هایی که وی در آن‌ها نقش داشته‌است، می‌توان به ساتیریکون فلینی اشاره نمود.
وی همچنین برندهٔ جوایزی همچون کمک‌هزینه گوگنهایم شده‌است.